# Municipio de Santa Cruz Papalutla
El municipio de Santa Cruz Papalutla es una localidad rural y municipio de Oaxaca en el suroeste de México. Papalutla o Papalotla significa "Donde abundan las mariposas"; se compone de papalote "mariposa" y de "tla" sufijo que denota abundancia..

## Historia
- La localidad de Santa Cruz Papalutla (Oaxaca) fue fundada en el año 1615.
- 1615: El pueblo fue fundado en este año.
- 1786: Le fueron expedidos sus títulos de propiedad.
- 1825: Santa Cruz Papalutla pertenece al partido de Tlacolula.
- 1844: Santa Cruz Papalutla es poblado de la parroquia de Tectipac, subprefectura de Tlacolula, distrito del Centro.
- 1858: Santa Cruz Papalutla pertenece al distrito de Tlacolula.
- 1891: Santa Cruz Papalutla es ayuntamiento del distrito de Tlacolula.[5]

## Economía y servicios
Principales actividades económicas del municipio
Sector primario:
- Agricultura
- Ganadería
- Agroforestería
- Floricultura

Sector secundario:
- Manufactura
- Construcción
- Electricidad y Agua

Sector terciario (Servicio) :
- Comercio
- Transporte y Comunicaciones
- Turismo
- Administración pública.

## Geografía
El municipio tiene una superficie de 2.248 km². Santa Cruz Papalutla Pertenece al Distrito de Tlacolula en el oriente de los Valles Centrales. La altura media es de 1580 metros sobre el nivel del mar. 

## Demografía
En 2020, el municipio tenía una población total de 2,242 habitantes.

## Monumentos históricos

### Iglesia de San Santa Cruz Papalutla
En la entrada de la población se encuentra la Iglesia en honor al Señor De Santa Cruz que Aproximadamente data del siglo XVI , cuyo Material principal que fue construido es la cantera.